# ایوان میچل
ایوان رابرت میچل (انگلیسی: Ewan Robert Mitchell؛ زادهٔ ۸ مارس ۱۹۹۷) بازیگر انگلیسی است. او برای نقش‌هایش در درام تاریخی هالسیون (۲۰۱۷) از آی‌تی‌وی، درام قرون وسطایی آخرین پادشاهی (۲۰۱۷–۲۰۲۲)، سریال جنگ جهانی دوم دنیا در آتش از بی‌بی‌سی و سریال تلویزیونی فانتزی خاندان اژدها از اچ‌بی‌او شناخته شده است. او همچنین در فیلم حیات والا (۲۰۱۸) و سالتبرن (۲۰۲۳) ظاهر شد.

## اوایل زندگی
میچل گفته که در اطراف داربی انگلستان بزرگ شده است و یک برادر بزرگتر دارد. از آنجایی که خانواده‌اش توانایی پرداخت هزینه‌های مدرسه نمایش را نداشتند، میچل در هنرستان فنی حرفه‌ای دو ساله ثبت‌نام کرد تا اینکه در ۱۷ سالگی برای آموزش در کارگاه تلویزیونی سنترال جونیور در ناتینگهام پذیرفته شد.

## حرفه
میچل حرفهٔ بازیگری خود را در سال ۲۰۱۵ با بازی در فیلم‌های کوتاه کلیشه‌ای و آتش آغاز کرد. او بعداً در فیلم‌های فقط چارلی (۲۰۱۷) و حیات والا (۲۰۱۸) بازی کرد. در سال ۲۰۲۲، او به بازیگران فیلم سالتبرن به کارگردانی امرالد فنل از آمازون پرایم ویدئو پیوست.
در تلویزیون، میچل نخستین حضور خود را در درام تاریخی هالسیون (۲۰۱۷) برای شبکه آی‌تی‌وی در نقش بیلی تیلور انجام داد. او در سریال درام تاریخی آخرین پادشاهی از نتفلیکس و بی‌بی‌سی دو نقش اصلی اسفرث را ایفا کرد و آن را از فصل دوم تا پنجم برعهده داشت. او در سال ۲۰۱۹ در نقش تام بنت در درام جنگ جهانی دوم دنیا در آتش از بی‌بی‌سی وان بازی کرد. در سال ۲۰۲۲، او در درام جنایی تریگر پوینت ظاهر شد. بعداً در همان سال، میچل شروع به بازی در نقش شاهزاده ایموند تارگرین در سریال درام فانتزی خاندان اژدها از اچ‌بی‌او کرد که پیش‌درآمدی بر بازی تاج‌وتخت و اقتباسی از کتاب آتش و خون اثر جرج آر. آر. مارتین است. بازی او در این سریال مورد تحسین منتقدان قرار گرفته است.

## فیلم‌شناسی

### فیلم
| سال  | عنوان     | نقش           | یادداشت    |
| ---- | --------- | ------------- | ---------- |
| ۲۰۱۵ | کلیشه‌ای   | اسکات بامفورد | فیلم کوتاه |
| ۲۰۱۵ | آتش       | جک            | فیلم کوتاه |
| ۲۰۱۷ | فقط چارلی | جیسون         |            |
| ۲۰۱۸ | حیات والا | اتوره         | [ ۱۷ ]     |
| ۲۰۱۹ | استاکر    | پوچر          | فیلم کوتاه |
| ۲۰۲۳ | سالتبرن   | مایکل گاوی    | [ ۱۸ ]     |

### تلویزیون
| سال        | عنوان         | نقش            | یادداشت                     |
| ---------- | ------------- | -------------- | --------------------------- |
| ۲۰۱۷       | هالسیون       | بیلی تیلور     | نقش اصلی                    |
| ۲۰۱۷       | گرانچستر      | ابراهیم        | ۱ قسمت                      |
| ۲۰۱۷       | پزشکان        | جنین           | ۱ قسمت («ناهار رایگان»)     |
| ۲۰۱۷–۲۰۲۲  | آخرین پادشاهی | اوسفرت         | نقش اصلی (سری ۲–۵)؛ ۲۸ قسمت |
| ۲۰۱۹–۲۰۲۳  | جهان در آتش   | تام بنت        | نقش اصلی؛ ۶ قسمت            |
| ۲۰۲۲–اکنون | تریگر پوینت   | بیلی واشینگتن  | ۳ قسمت                      |
| ۲۰۲۲–اکنون | خاندان اژدها  | ایموند تارگرین | نقش اصلی                    |